# Blumhardt-Gedenkstätte
Die Blumhardt-Gedenkstätte im Gottliebin-Dittus-Haus in Bad Liebenzell-Möttlingen ist dem Möttlinger Pfarrer und späteren Seelsorger in Bad Boll Johann Christoph Blumhardt (1805–1880) gewidmet.
Blumhardt war von 1838 bis 1852 Pfarrer in Möttlingen. Er wurde bekannt durch verschiedene Gebetsheilungen, allen voran an Gottliebin Dittus, die er über zwei Jahre seelsorglich begleitete.
Das Museum im Gottliebin-Dittus-Haus gibt einen Einblick in Blumhardts Leben und Wirken. Auch Blumhardts Beziehungen zu zeitgenössischen Schriftstellern werden dargestellt, vor allem zu Eduard Mörike. Daneben gedenkt die Ausstellung zweier Vorgänger Blumhardts: den Möttlinger Pfarrern Gottlieb Friedrich Machtolf und Christian Gottlob Barth, dem Schriftsteller und Gründer des Calwer Verlagsvereins.